# Mats Hallberg
Mats  Hallberg (Nyköping, 12 december 1964) is een Zweeds voormalig golfprofessional.

## Carrière
Hallberg werd in 1984 professional en speelde sinds in 1987 op de Europese PGA Tour, waar toen nog geen andere Scandinavische spelers actief waren.  
In 1990 en 1991 won Hallberg drie toernooien op de Challenge Tour. Eind 1999 verloor hij zijn tourkaart en besloot hij les te gaan geven. Zijn beste resultaten waren een 3de plaats bij het Schots Open van 1996 en de Scandinavian Masters van 1997. 

### Overwinningen
| Jaar | Toernooi          | Tour              |
| ---- | ----------------- | ----------------- |
| 1990 | Stiga Open        | Challenge Tour    |
| 1991 | Jede Hot Cup Open | Challenge tour    |
| 1991 | Stiga Open        | Challenge Tour    |
| 2009 | Eskilstuna Open   | Zweedse mini-tour |

### Resultaten op deMajors
| Major                 | 1995 |
| --------------------- | ---- |
| The Open Championship | T68  |